# Агичи
Агичи (серб. Агићи) — населенный пункт (деревня) в общине Дервента, который принадлежит энтитету Республике Сербской, Босния и Герцеговина. По результатам югославской переписи населения 1991 года в Агичах проживало 350 человек.

## Культура
22 октября 2011 года в Агичах был освящен храм Святой Параскевы Пятницы.

## Население
В населении деревни преобладают сербы.
| 1948                           | 1961 | 1971 | 1981 | 1991 | - | - |
| ------------------------------ | ---- | ---- | ---- | ---- | - | - |
| 1902                           | 559  | 535  | 473  | 350  | - | - |
| Гистограмма динамики населения |      |      |      |      |   |   |

### Национальный состав
1991 год:
- сербы — 292 (83,43 %);
- хорваты — 51 (14,57 %);
- югославы — 4 (1,14 %);
- мусульмане — 0 (0,00 %);
- другие — 3 (0,86 %).